# Moroni
Moroni (în arabă موروني Mūrūnī) este capitala (din 1962) și cel mai mare oraș din Comore. În 2003 avea o populație estimată la 60,200 de locuitori și este așezată pe insula Grande Comore.

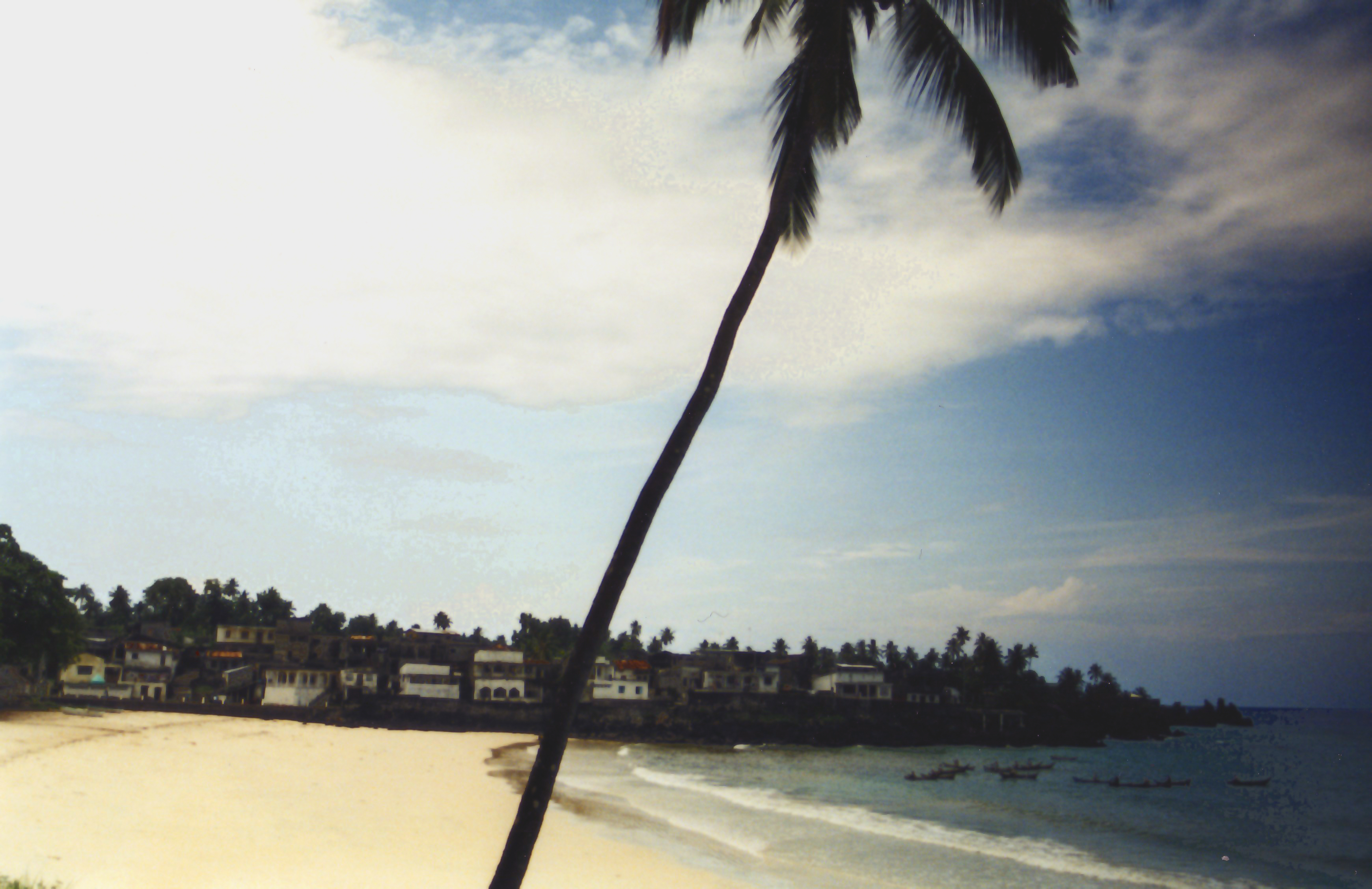
Itsandra beach

## Clima
| Date climatice pentru Moroni, Comoros                                                 | Date climatice pentru Moroni, Comoros | Date climatice pentru Moroni, Comoros | Date climatice pentru Moroni, Comoros | Date climatice pentru Moroni, Comoros | Date climatice pentru Moroni, Comoros | Date climatice pentru Moroni, Comoros | Date climatice pentru Moroni, Comoros | Date climatice pentru Moroni, Comoros | Date climatice pentru Moroni, Comoros | Date climatice pentru Moroni, Comoros | Date climatice pentru Moroni, Comoros | Date climatice pentru Moroni, Comoros | Date climatice pentru Moroni, Comoros |
| Luna                                                                                  | Ian                                   | Feb                                   | Mar                                   | Apr                                   | Mai                                   | Iun                                   | Iul                                   | Aug                                   | Sep                                   | Oct                                   | Nov                                   | Dec                                   | Anual                                 |
| ------------------------------------------------------------------------------------- | ------------------------------------- | ------------------------------------- | ------------------------------------- | ------------------------------------- | ------------------------------------- | ------------------------------------- | ------------------------------------- | ------------------------------------- | ------------------------------------- | ------------------------------------- | ------------------------------------- | ------------------------------------- | ------------------------------------- |
| Maxima medie °C (°F)                                                                  | 30.4 (86,7)                           | 30.4 (86,7)                           | 30.8 (87,4)                           | 30.4 (86,7)                           | 29.5 (85,1)                           | 28.4 (83,1)                           | 27.7 (81,9)                           | 27.7 (81,9)                           | 28.1 (82,6)                           | 29.1 (84,4)                           | 30.3 (86,5)                           | 30.8 (87,4)                           | 29,5 (85,1)                           |
| Minima medie °C (°F)                                                                  | 23.4 (74,1)                           | 23.3 (73,9)                           | 23.0 (73,4)                           | 22.6 (72,7)                           | 21.2 (70,2)                           | 19.6 (67,3)                           | 18.8 (65,8)                           | 18.4 (65,1)                           | 19.0 (66,2)                           | 20.3 (68,5)                           | 21.6 (70,9)                           | 22.6 (72,7)                           | 21,2 (70,2)                           |
| Minima istorică °C (°F)                                                               | 20 (68)                               | 20 (68)                               | 20 (68)                               | 20 (68)                               | 17 (63)                               | 14 (57)                               | 14 (57)                               | 14 (57)                               | 15 (59)                               | 16 (61)                               | 18 (64)                               | 19 (66)                               | 14 (57)                               |
| Ploaie mm (inches)                                                                    | 364 (14.33)                           | 293 (11.54)                           | 279 (10.98)                           | 316 (12.44)                           | 256 (10.08)                           | 266 (10.47)                           | 244 (9.61)                            | 150 (5.91)                            | 108 (4.25)                            | 97 (3.82)                             | 108 (4.25)                            | 219 (8.62)                            | 2.700 (106,3)                         |
| Umiditate [%]                                                                         | 79                                    | 77                                    | 76                                    | 74                                    | 69                                    | 66                                    | 65                                    | 65                                    | 70                                    | 73                                    | 69                                    | 72                                    | 71                                    |
| Nr. mediu de zile ploioase                                                            | 18                                    | 16                                    | 18                                    | 18                                    | 12                                    | 12                                    | 12                                    | 10                                    | 11                                    | 12                                    | 12                                    | 16                                    | 167                                   |
| Ore însorite                                                                          | 187                                   | 177                                   | 225                                   | 192                                   | 232                                   | 231                                   | 236                                   | 232                                   | 221                                   | 237                                   | 230                                   | 212                                   | 2.612                                 |
| Sursa nr. 1: World Meteorological Organization                                        |                                       |                                       |                                       |                                       |                                       |                                       |                                       |                                       |                                       |                                       |                                       |                                       |                                       |
| Sursa nr. 2: BBC weather, Danish Meteorological Institute (sun and relative humidity) |                                       |                                       |                                       |                                       |                                       |                                       |                                       |                                       |                                       |                                       |                                       |                                       |                                       |